# Distichophyllum catinifolium
Distichophyllum catinifolium là một loài Rêu trong họ Hookeriaceae. Loài này được J. Froehl. mô tả khoa học đầu tiên năm 1953.